# 吳巖 (乾隆進士)
吳巖（？—？），字懷峰，號桐邨，浙江湖州府歸安縣人，清朝政治人物。

## 生平
乾隆二十二年（1757年）丁丑科二甲第二十一名進士。二十八年（1763年）授刑部主事，三十年（1765年）任貴州鄉試副考官，三十二年（1767年）升員外郎，三十三年（1768年）升郎中，同年任山西學政。